# Revisionsverschluss

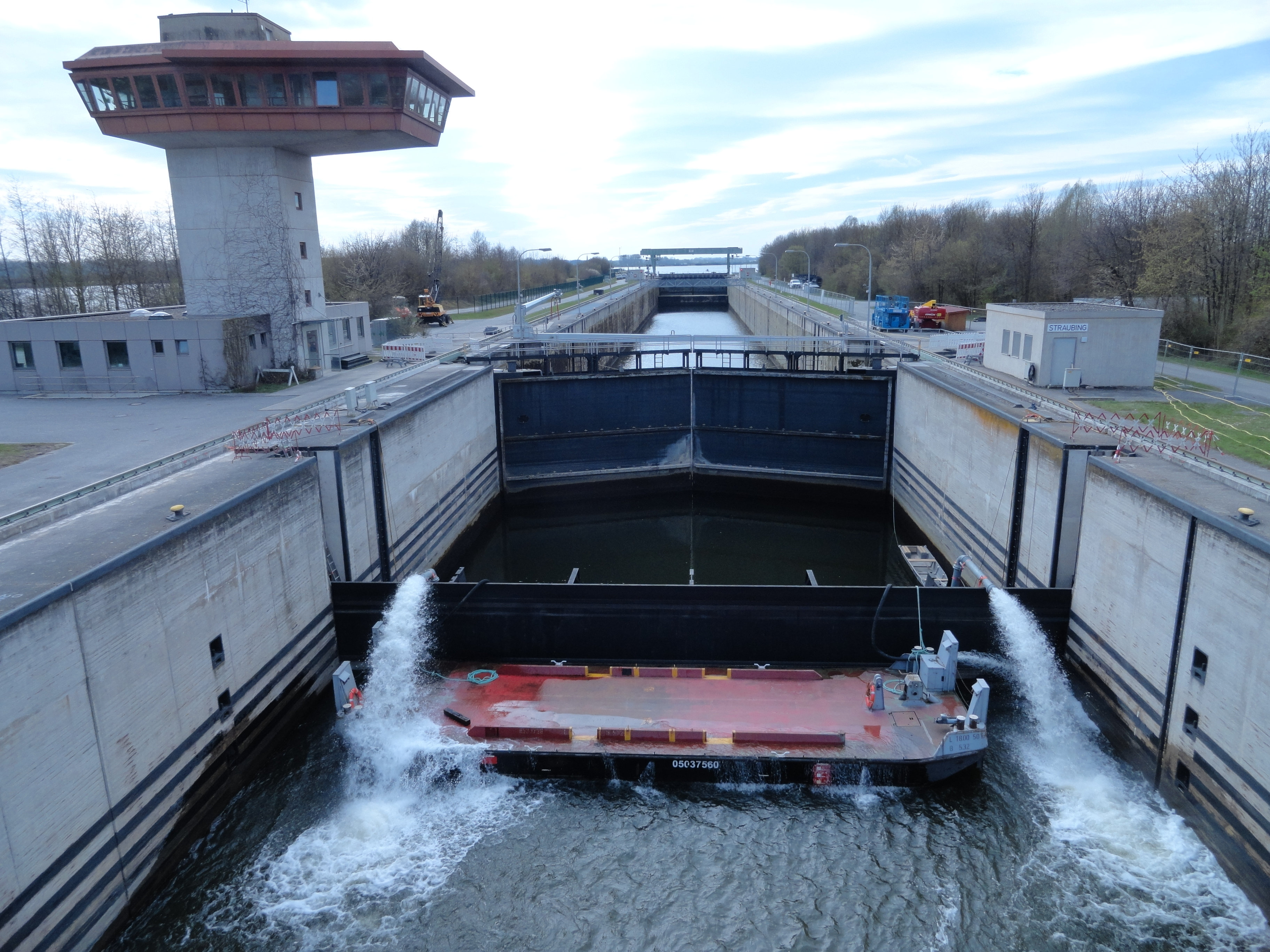
Entleeren der Schleusenkammer über den eingebauten Revisionsverschluss am Unterhaupt an der Schleuse Straubing

Als Revisionsverschluss (früher Notverschluss) werden spezielle Sperrtore bezeichnet, die zur Trockenlegung einer Schleuse bei Revisions- oder Reparaturarbeiten verwendet werden.

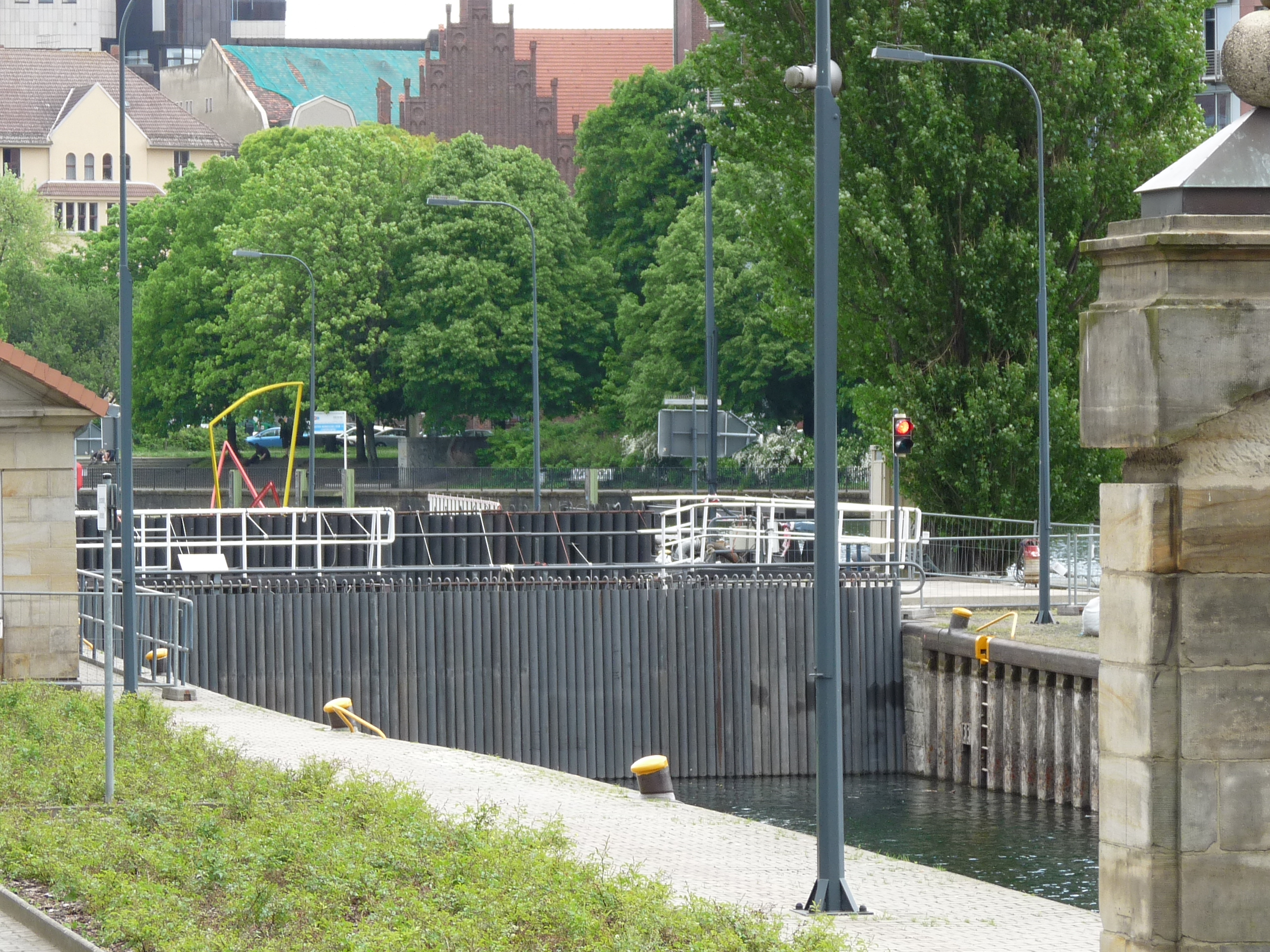
Während der Reparatur des Oberhauptes gesetzter Nadelverschluss an der Mühlendammschleuse in Berlin

Sie sind bei modernen Schleusen häufig Tafelverschlüsse, die von oben in bauseitig vorgesehene Aussparungen der Schleusenkammer eingehoben werden und die Kammer gegen das Gewässer abdichten. Nach Abpumpen des restlichen Wassers aus der Schleusenkammer ist die Kammer trockengelegt, und sowohl die Kammer selbst als auch die Schleusentore und andere technische Einrichtungen können gereinigt, inspiziert, überholt oder repariert werden.
Weitere Bauformen sind Dammbalken oder Nadelverschluss.